# Ann Harding
Ann Harding (San Antonio (Texas), 7 augustus 1902 - Sherman Oaks, 1 september 1981) was een Amerikaanse actrice.

## Levensloop en carrière
Harding begon haar carrière in 1921 op Broadway. In 1929 maakte ze haar filmdebuut naast Fredric March. In 1931 werd ze genomineerd voor een Oscar voor Beste Actrice voor haar rol in de film Holiday uit 1930. In de jaren '30 speelde ze nog onder meer in Peter Ibbetson naast Gary Cooper. Tijdens de Tweede Wereldoorlog speelde ze rollen in oorlogsfilms The North Star en Mission to Moscow. Ze bleef acteren tot in de jaren '60. 
Harding overleed in 1981 op 79-jarige leeftijd. Haar urne staat op Forest Lawn Memorial Park (Hollywood Hills).

## Beknopte Filmografie
- Peter Ibbetson, 1935
- The North Star, 1943
- Mission to Moscow, 1943
- Janie, 1944
- The Magnificent Yankee, 1950